# 馬克·金恩

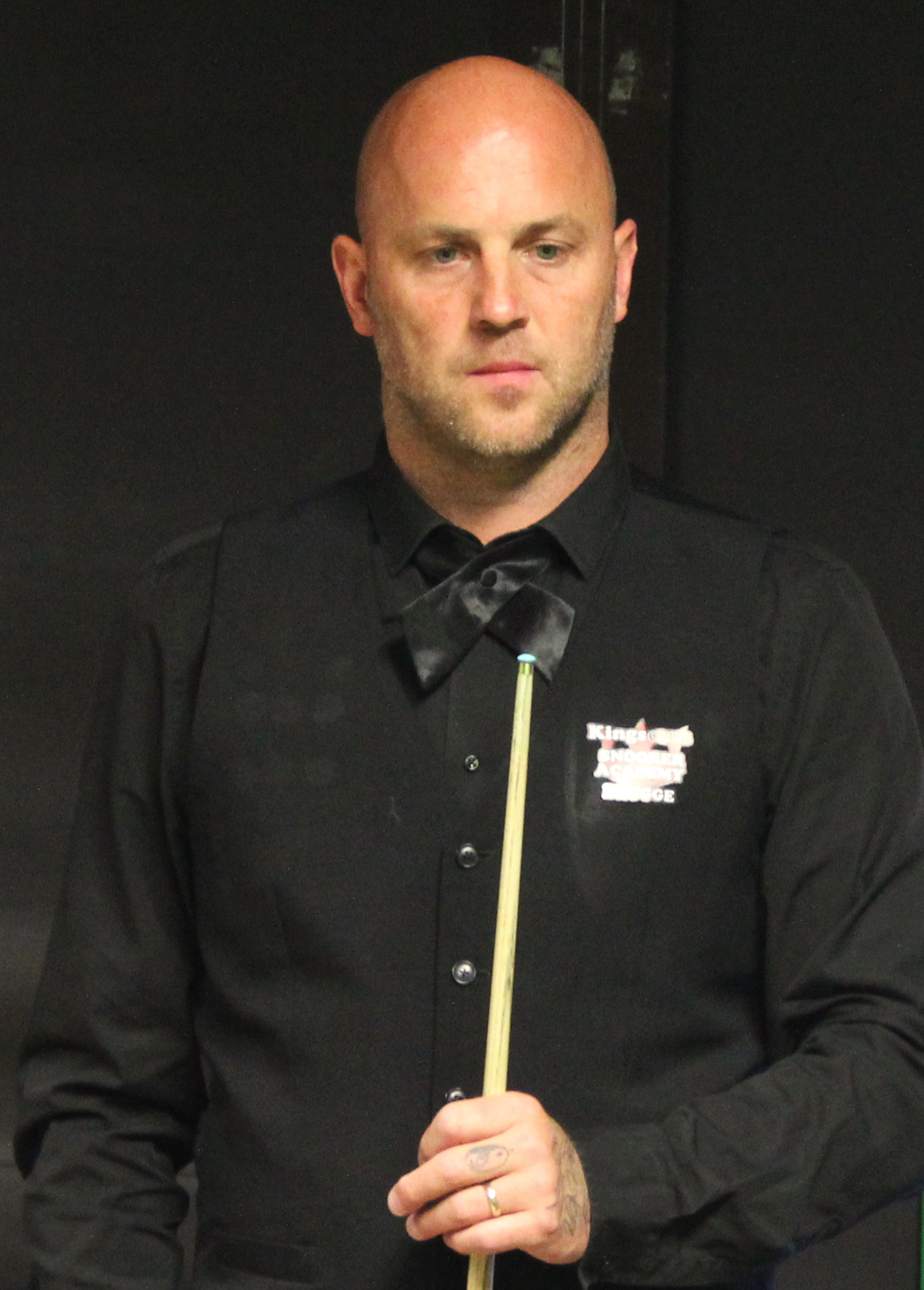
馬克·金恩

馬克·金恩（Mark King，1974年3月28日－），是一名英格蘭前職業司諾克選手。
马克·金在1991年轉為職業球員後，於1996年至2015年間排名世界前32位，並在2016年贏得了他的第一個排名賽冠軍，在北愛爾蘭公開賽決賽中以9-8擊敗巴里·霍金斯。他還出現在另外兩場排名賽中：1997年的威爾斯公開賽，在那裡他以2-9輸給了史蒂芬·亨德利，和2004年愛爾蘭大師賽，彼得·艾伯頓以10-7擊敗了他。
他在1998年、1999年、2001年、2002年、2008年、2009年和2013年七次進入世界錦標賽的16强，但從未超越這一階段。2023年3月，他因前一个月的威尔士公开赛中，在与乔·佩里的比赛中涉嫌操纵比赛而被调查；2024年11月，他被判禁赛五年（至2028年3月18日止）。